# オットー・マイヤー

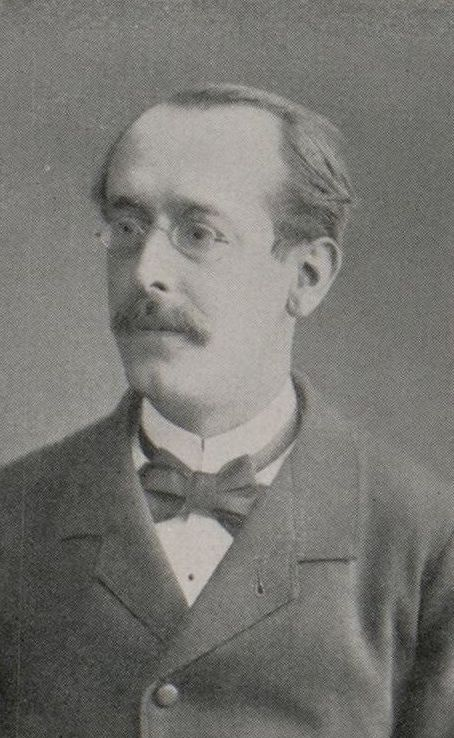
オットー・マイヤー

オットー・マイヤー（Otto Mayer, 1846年3月29日 - 1924年8月8日）は、ドイツの法学者。専門は行政法で、「ドイツ行政法学の父」と呼ばれる。

## 経歴
フュルトに生まれる。1864年エアランゲン大学に入学し、1872年に弁護士登録。1887年にストラスブール大学の、1903年にはライプツィヒ大学の教授に就任。
もともとは民法学で教授資格取得を目指していたが、いまだ行政法が学問として成立していなかった時代に、民法におけるパンデクテン体系を行政法に導入し、雑多な行政活動の総論的な一般原理の確立を図った。行政行為 (Verwaltungsakt) などの今日でも重要とされる概念を提唱し、法治国家の思想を自由主義的な観点から行政法に導入し、「法律による行政の原理」を「法律の法規創造力の原則」「法律の優位の原則」「法律の留保」の3つに分類して整理した。
彼の学説は、第二次世界大戦前、美濃部達吉と佐々木惣一によって紹介され、大日本帝国憲法下の日本の通説的な地位を占めたが、日本国憲法下の行政法学説にも重大な影響を与え。日本の行政法学の礎ともなった。
「憲法は変っても行政法は変らない」(Verfassungsrecht vergeht, Verwaltungsrecht besteht.) との言葉を残した。
彼の行政法理論については、絶対主義的官憲国家の理念と法治国家の理念の妥協を図るものとする見解と、絶対主義的官憲国家の理念の合法化を図るものにすぎないとの見解がある。

## 著書
- 『フランス行政法理論』(Theorie des französischen Verwaltungsrechts)
- 『ドイツ行政法』(Deutsches Verwaltungsrecht)
- 『ポルタリスと基本条項』(Portalis und die organische Artikel)